# Подолинський Андрій Іванович
Андрій Іванович Подолинський (1 (13) липня 1806, Київ — 4 (16) січня 1886) — російський поет, батько Сергія Подолинського.

## Біографія, творчість
Народився 1 (13 липня) 1806 року в Києві в поміщицькій родині. Закінчив у 1824 році Шляхетний пансіон при Петербурзькому університеті. Служив у поштовому відомстві, а в кінці 1850-х років вийшов у відставку і оселився у своєму родовому маєтку (Звенигородського повіту, Київської губернії).
Рано почав писати вірші, але виступив в друк з поемою «Див і Пері» тільки в 1827 році. Пушкін і його друзі зустріли її співчутливо. У 1829 році з'явилася віршована повість Подолинського «Борський», в 1830 році — поема «Жебрак», в 1837 році — поема «Смерть Пері». Найвідоміші твори Подолинського — «Див і Пері» і «Смерть Пері», — написані у стилі Томаса Мура, користувалися великою увагою публіки і критики, завдяки легкій і витонченій формі і красі романтичного сюжету. У 1837 році побачило світ зібрання творів Подолинського під заголовком: «Повісті і дрібні вірші». Помістивши після цього кілька невеликих віршів у «Современнике», «Бібліотеці для Читання» та деяких альманахах за 1838 і 1839 роки, Подолинський нічого не друкував до 1854 року, коли події Східної війни вселили йому патріотичні вірші: «Перед війною» і «Союзникам» (у «Вітчизняних Записках»). У 1860 році М. Г. Устрялов випустив у світ другим виданням збори віршів Подолинського, але тодішня критика зустріла їх неприязно, як «пустодзвонні романтичні марення, чужі вимогам дійсності і могутнім впливам століття». Велику популярність у 1869 році здобув вірш Подолинського: «На свято 50-ї річниці заснування Санкт-Петербурзького університету».

Могила Андрія Подолинського

Помер 4 (16 січня) 1886 року. Похований в Києві на Звіринецькому кладовищі.

## Твори
- Собрание неизданных стихотворений. Киев, 1885;
- Стихотворения // Козлов И., Подолинский А. Стихотворения / Вступ. ст. Е. Купреяновой. Л., 1936.